# 몬트리올 시청사

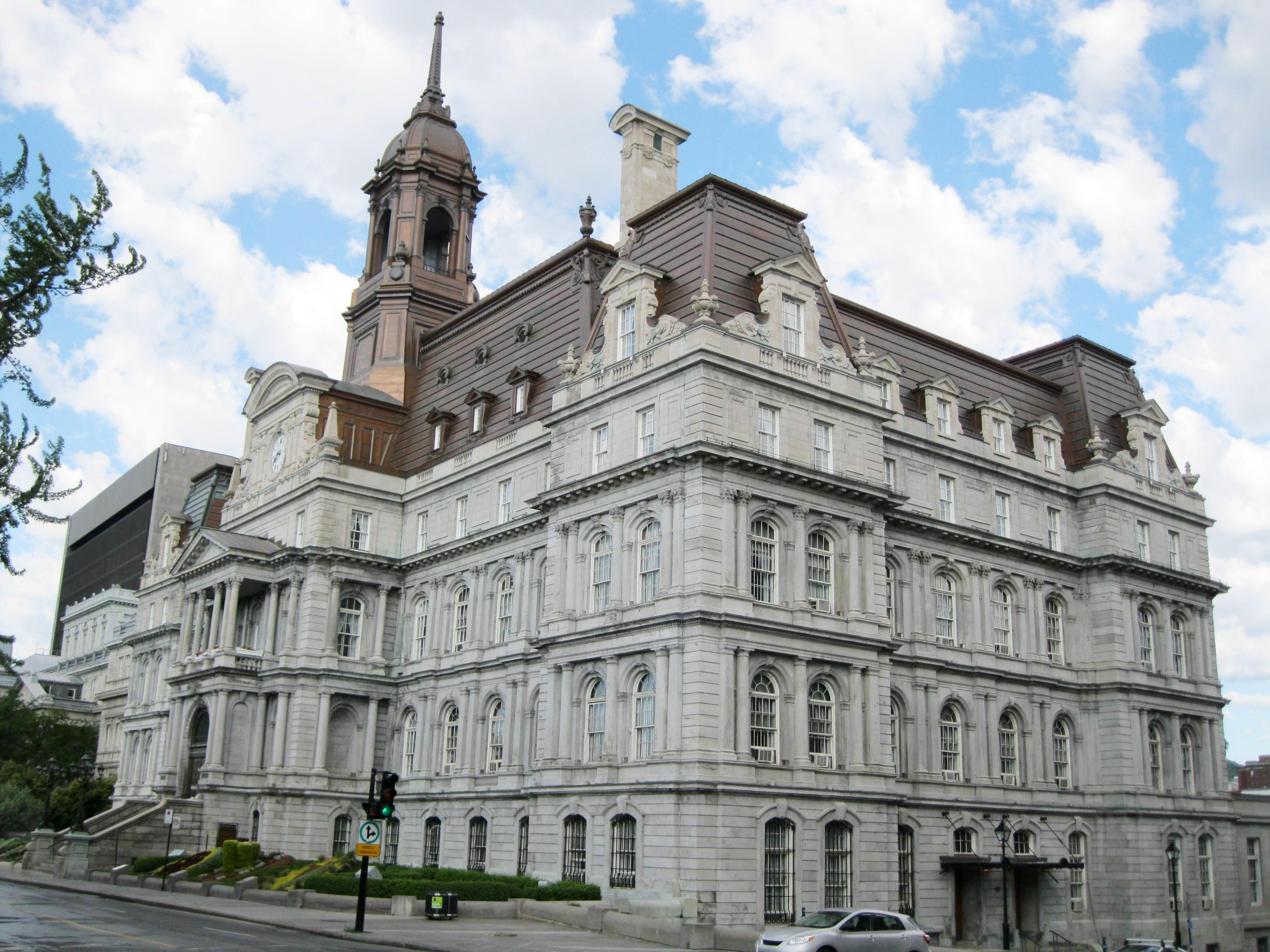
몬트리올 시청사

몬트리올 시청사(영어: Montreal City Hall 몬트리올 시티 홀[*], 프랑스어: Hôtel de Ville de Montréal 오텔드빌 드 몬트리올[*])는 캐나다 몬트리올의 시청이다.